# Latridius brevicollis
Latridius brevicollis là một loài bọ cánh cứng trong họ Latridiidae. Loài này được Thomson miêu tả khoa học năm 1868.